# Handball-Europameisterschaft der Frauen 2020/Kader
An der Handball-Europameisterschaft der Frauen 2020, der 14. Austragung einer Handball-Europameisterschaft der Frauen, die vom 3. bis 20. Dezember 2020 in Dänemark ausgetragen wurde, nahmen 16 Mannschaften teil. In diesem Artikel werden die Kader der teilnehmenden Nationen dargestellt.

## Kader

### Dänemark
Die Nationalmannschaft von  Dänemark, trainiert von Jesper Jensen, hatte folgende Spielerinnen in ihrem Aufgebot:
Quellen: 
| Spielerin               | Spiele | Tore | Anmerkungen |
| ----------------------- | ------ | ---- | --- |
| Sandra Toft             | 8      | 0    | Sandra Toft wurde in das All-Star-Team der Europameisterschaft gewählt. Sandra Toft war „Player of the Match“ im Spiel gegen Montenegro, gegen Spanien und gegen Russland. |
| Lærke Nolsøe            | 8      | 23   | |
| Majbritt Toft Hansen    | 8      | 2    | |
| Anne Mette Hansen       | 8      | 27   | |
| Kathrine Heindahl       | 8      | 6    | |
| Line Haugsted           | 8      | 12   | Line Haugsted wurde in das All-Star-Team der Europameisterschaft gewählt.                                                                                                  |
| Althea Reinhardt        | 8      | 0    | |
| Mette Tranborg          | 8      | 19   | Mette Tranborg war „Player of the Match“ im Spiel gegen Schweden. |
| Laura Damgaard          | 8      | 5    | |
| Andrea Hansen           | 8      | 4    | |
| Kristina Jørgensen      | 8      | 21   | Kristina Jørgensen war „Player of the Match“ im Spiel gegen Slowenien. |
| Mia Rej                 | 8      | 33   | |
| Trine Østergaard Jensen | 8      | 22   | |
| Louise Burgaard         | 8      | 11   | |
| Mie Højlund             | 8      | 15   | |
| Rikke Iversen           | 8      | 9    | |

### Deutschland
Die Nationalmannschaft von  Deutschland, trainiert von Henk Groener, hatte folgende Spielerinnen in ihrem Aufgebot:
Quellen: 
| Spielerin          | Spiele | Tore | Anmerkungen                                                                    |
| ------------------ | ------ | ---- | ------------------------------------------------------------------------------ |
| Marlene Zapf       | 6      | 13   |                                                                                |
| Amelie Berger      | 6      | 6    |                                                                                |
| Alina Grijseels    | 6      | 12   |                                                                                |
| Xenia Smits        | 6      | 12   |                                                                                |
| Dinah Eckerle      | 6      | 0    | Dinah Eckerle war „Player of the Match“ im Spiel gegen die Niederlande.        |
| Julia Behnke       | 6      | 9    |                                                                                |
| Kim Naidzinavicius | 6      | 9    |                                                                                |
| Isabell Roch       | 6      | 0    |                                                                                |
| Emily Bölk         | 6      | 19   | Emily Bölk war „Player of the Match“ im Spiel gegen Rumänien und gegen Ungarn. |
| Ina Großmann       | 6      | 5    |                                                                                |
| Maren Weigel       | 6      | 3    |                                                                                |
| Annika Lott        | 6      | 1    |                                                                                |
| Julia Maidhof      | 6      | 24   |                                                                                |
| Antje Lauenroth    | 6      | 15   |                                                                                |
| Shenia Minevskaja  | 6      | 8    |                                                                                |
| Luisa Schulze      | 6      | 9    | Luisa Schulze war „Player of the Match“ im Spiel gegen Polen.                  |

### Frankreich
Die Nationalmannschaft von  Frankreich, trainiert von Olivier Krumbholz, hatte folgende Spielerinnen in ihrem Aufgebot:
Quellen: 
| Spielerin             | Spiele | Tore | Anmerkungen |
| --------------------- | ------ | ---- | --- |
| Laura Glauser         | 1      | 0    | |
| Méline Nocandy        | 8      | 6    | |
| Pauline Coatanea      | 8      | 6    | |
| Chloé Valentini       | 8      | 12   | |
| Coralie Lassource     | 2      | 0    | |
| Grâce Zaadi           | 8      | 22   | |
| Aïssatou Kouyaté      | 8      | 12   | |
| Amandine Leynaud      | 8      | 0    | Amandine Leynaud war „Player of the Match“ im Spiel gegen Dänemark.                                                                                                |
| Kalidiatou Niakaté    | 8      | 15   | Kalidiatou Niakaté war „Player of the Match“ im Spiel gegen Kroatien.                                                                                              |
| Cléopâtre Darleux     | 7      | 0    | Cléopâtre Darleux war „Player of the Match“ im Spiel gegen Norwegen.                                                                                               |
| Siraba Dembélé        | 8      | 14   | |
| Océane Sercien-Ugolin | 8      | 15   | |
| Laura Flippes         | 8      | 12   | |
| Orlane Kanor          | 6      | 11   | |
| Béatrice Edwige       | 8      | 2    | |
| Pauletta Foppa        | 8      | 20   | |
| Estelle Nze Minko     | 8      | 26   | Estelle Nze Minko wurde als „wertvollste Spielerin des Turniers“ gewählt. Estelle Nze Minko war „Player of the Match“ im Spiel gegen Slowenien und gegen Schweden. |
| Alexandra Lacrabère   | 8      | 31   | Alexandra Lacrabère war „Player of the Match“ im Spiel gegen Spanien.                                                                                              |

### Kroatien
Die Nationalmannschaft von  Kroatien, trainiert von Nenad Šoštarić, hatte folgende Spielerinnen  in ihrem Aufgebot:
Quellen: 
| Spielerin            | Spiele | Tore | Anmerkungen                                                              |
| -------------------- | ------ | ---- | ------------------------------------------------------------------------ |
| Lucija Bešen         | 8      | 0    |                                                                          |
| Paula Posavec        | 8      | 7    |                                                                          |
| Dora Krsnik          | 8      | 22   | Dora Krsnik war „Player of the Match“ im Spiel gegen Serbien.            |
| Stela Posavec        | 8      | 11   |                                                                          |
| Ćamila Mičijević     | 9      | 35   | Ćamila Mičijević war „Player of the Match“ im Spiel gegen Ungarn.        |
| Dejana Milosavljević | 3      | 4    |                                                                          |
| Larissa Kalaus       | 8      | 23   | Larissa Kalaus war „Player of the Match“ im Spiel gegen die Niederlande. |
| Dora Kalaus          | 8      | 0    |                                                                          |
| Katarina Ježić       | 8      | 21   | Katarina Ježić war „Player of the Match“ im Spiel gegen Dänemark.        |
| Tena Japundža        | 8      | 2    |                                                                          |
| Andrea Šimara        | 8      | 6    |                                                                          |
| Ana Debelić          | 8      | 23   | Ana Debelić wurde in das All-Star-Team der Europameisterschaft gewählt.  |
| Josipa Mamić         | 8      | 12   |                                                                          |
| Marijeta Vidak       | 7      | 4    |                                                                          |
| Valentina Blažević   | 8      | 22   | Valentina Blažević war „Player of the Match“ im Spiel gegen Rumänien.    |
| Kristina Prkačin     | 6      | 1    |                                                                          |
| Tea Pijević          | 8      | 0    | Tea Pijević war „Player of the Match“ im Spiel gegen Deutschland.        |

### Montenegro
Die Nationalmannschaft von  Montenegro, trainiert von Kim Rasmussen, hatte folgende Spielerinnen in ihrem Aufgebot:
Quellen: 
| Spielerin           | Spiele | Tore | Anmerkungen                                                                               |
| ------------------- | ------ | ---- | ----------------------------------------------------------------------------------------- |
| Jovanka Radičević   | 6      | 39   | Jovanka Radičević war „Player of the Match“ im Spiel gegen Frankreich und gegen Schweden. |
| Đurđina Jauković    | 6      | 25   |                                                                                           |
| Matea Pletikosić    | 6      | 2    |                                                                                           |
| Anastasija Babović  | 6      | 0    |                                                                                           |
| Dijana Mugoša       | 6      | 3    |                                                                                           |
| Katarina Džaferović | 6      | 1    |                                                                                           |
| Andrea Klikovac     | 6      | 0    |                                                                                           |
| Ljubica Nenezić     | 6      | 0    | Ljubica Nenezić war „Player of the Match“ im Spiel gegen Spanien.                         |
| Dijana Ujkić        | 6      | 2    |                                                                                           |
| Marta Batinović     | 6      | 0    |                                                                                           |
| Ema Ramusović       | 6      | 15   |                                                                                           |
| Bobana Klikovac     | 6      | 5    |                                                                                           |
| Majda Mehmedović    | 6      | 19   | Majda Mehmedović war „Player of the Match“ im Spiel gegen Frankreich.                     |
| Jelena Despotović   | 6      | 25   | Jelena Despotović war „Player of the Match“ im Spiel gegen Russland.                      |
| Itana Grbić         | 6      | 9    |                                                                                           |
| Nikolina Vukčević   | 6      | 3    |                                                                                           |

### Niederlande
Die Nationalmannschaft der  Niederlande, trainiert von Emmanuel Mayonnade, hatte folgende Spielerinnen in ihrem Aufgebot:
Quellen:
| Spielerin             | Spiele | Tore | Anmerkungen                                                        |
| --------------------- | ------ | ---- | ------------------------------------------------------------------ |
| Jessy Kramer          | 7      | 0    |                                                                    |
| Laura van der Heijden | 7      | 21   |                                                                    |
| Debbie Bont           | 7      | 13   |                                                                    |
| Lois Abbingh          | 7      | 35   |                                                                    |
| Larissa Nüsser        | 7      | 11   |                                                                    |
| Danick Snelder        | 7      | 18   |                                                                    |
| Bo van Wetering       | 7      | 18   | Bo van Wetering war „Player of the Match“ im Spiel gegen Rumänien. |
| Kelly Dulfer          | 7      | 25   | Kelly Dulfer war „Player of the Match“ im Spiel gegen Ungarn.      |
| Merel Freriks         | 7      | 1    |                                                                    |
| Inger Smits           | 7      | 4    |                                                                    |
| Martine Smeets        | 7      | 5    |                                                                    |
| Angela Malestein      | 7      | 27   |                                                                    |
| Nikita van der Vliet  | 5      | 0    |                                                                    |
| Rinka Duijndam        | 7      | 0    |                                                                    |
| Tess Wester           | 7      | 0    |                                                                    |
| Harma van Kreij       | 2      | 1    |                                                                    |
| Dione Housheer        | 7      | 14   |                                                                    |

### Norwegen
Die Nationalmannschaft von  Norwegen, trainiert von Þórir Hergeirsson, hatte folgende Spielerinnen in ihrem Aufgebot:
Quellen: 
| Spielerin               | Spiele | Tore | Anmerkungen |
| ----------------------- | ------ | ---- | --- |
| Emily Stang Sando       | 2      | 0    | |
| Henny Reistad           | 8      | 29   | Henny Reistad war „Player of the Match“ im Spiel gegen Kroatien.                                                                                            |
| Emilie Hegh Arntzen     | 8      | 8    | |
| Veronica Kristiansen    | 7      | 19   | Veronica Kristiansen war „Player of the Match“ im Spiel gegen Polen.                                                                                        |
| Marit Malm Frafjord     | 8      | 1    | |
| Heidi Løke              | 8      | 7    | |
| Stine Skogrand          | 8      | 19   | |
| Nora Mørk               | 8      | 52   | Nora Mørk wurde in das All-Star-Team der Europameisterschaft gewählt. Nora Mørk war „Player of the Match“ im Spiel gegen die Niederlande.                   |
| Stine Bredal Oftedal    | 8      | 31   | Stine Bredal Oftedal wurde in das All-Star-Team der Europameisterschaft gewählt. Stine Bredal Oftedal war „Player of the Match“ im Spiel gegen Deutschland. |
| Malin Aune              | 8      | 12   | |
| Silje Solberg           | 4      | 0    | Silje Solberg war „Player of the Match“ im Spiel gegen Ungarn.                                                                                              |
| Kari Brattset           | 8      | 24   | Kari Brattset war „Player of the Match“ im Spiel gegen Dänemark.                                                                                            |
| Katrine Lunde Haraldsen | 6      | 0    | Katrine Lunde Haraldsen war „Player of the Match“ im Spiel gegen Rumänien.                                                                                  |
| Marit Røsberg Jacobsen  | 8      | 9    | |
| Camilla Herrem          | 8      | 33   | Camilla Herrem wurde in das All-Star-Team der Europameisterschaft gewählt.                                                                                  |
| Sanna Solberg           | 8      | 7    | |
| Kristine Breistøl       | 8      | 3    | |
| Marta Tomac             | 1      | 0    | |
| Rikke Marie Granlund    | 4      | 0    | |

### Polen
Die Nationalmannschaft von  Polen, trainiert von Arne Senstad, hatte folgende Spielerinnen in ihrem Aufgebot:
Quellen: 
| Spielerin            | Spiele | Tore | Anmerkungen |
| -------------------- | ------ | ---- | ----------- |
| Aneta Łabuda         | 3      | 8    |             |
| Marta Gęga           | 3      | 12   |             |
| Kinga Grzyb          | 3      | 4    |             |
| Weronika Gawlik      | 3      | 0    |             |
| Adrianna Płaczek     | 3      | 0    |             |
| Adrianna Górna       | 3      | 0    |             |
| Aleksandra Zych      | 3      | 4    |             |
| Joanna Drabik        | 3      | 4    |             |
| Aleksandra Rosiak    | 3      | 14   |             |
| Joanna Wołoszyk      | 2      | 0    |             |
| Natalia Nosek        | 3      | 7    |             |
| Karolina Kochaniak   | 3      | 5    |             |
| Joanna Szarawaga     | 3      | 4    |             |
| Patrycja Świerżewska | 3      | 1    |             |
| Paulina Uścinowicz   | 1      | 0    |             |
| Romana Roszak        | 3      | 0    |             |
| Dagmara Nocuń        | 3      | 4    |             |

### Rumänien
Die Nationalmannschaft von  Rumänien, trainiert von Bogdan Burcea, hatte folgende Spielerinnen in ihrem Aufgebot:
Quellen: 
| Spielerin            | Spiele | Tore | Anmerkungen                                                    |
| -------------------- | ------ | ---- | -------------------------------------------------------------- |
| Ana Măzăreanu        | 6      | 0    |                                                                |
| Nicoleta Dincă       | 6      | 7    |                                                                |
| Alexandra Subțirică  | 6      | 2    |                                                                |
| Eliza Buceschi       | 6      | 17   |                                                                |
| Cristina Neagu       | 6      | 27   |                                                                |
| Ana Maria Țicu       | 3      | 2    |                                                                |
| Cristina Laslo       | 6      | 22   | Cristina Laslo war „Player of the Match“ im Spiel gegen Polen. |
| Denisa Dedu          | 5      | 0    |                                                                |
| Andreea Popa         | 6      | 2    |                                                                |
| Laura Popa           | 6      | 7    |                                                                |
| Iulia Dumanska       | 6      | 0    |                                                                |
| Anca Polocoșer       | 6      | 8    |                                                                |
| Lorena Ostase        | 5      | 26   |                                                                |
| Sonia Seraficeanu    | 6      | 6    |                                                                |
| Ana Maria Iuganu     | 6      | 7    |                                                                |
| Ana Maria Savu       | 6      | 1    |                                                                |
| Alexandra Dindiligan | 5      | 1    |                                                                |

### Russland
Die Nationalmannschaft von  Russland, trainiert von Ambros Martín, hatte folgende Spielerinnen in ihrem Aufgebot:
Quellen: 
| Spielerin                               | Spiele | Tore | Anmerkungen                                                                                 |
| --------------------------------------- | ------ | ---- | ------------------------------------------------------------------------------------------- |
| Anna Sergejewna Sedoikina               | 7      | 0    |                                                                                             |
| Darja Jewgenjewna Dmitrijewa            | 7      | 28   | Darja Jewgenjewna Dmitrijewa war „Player of the Match“ im Spiel gegen Schweden.             |
| Olga Anatoljewna Gorschenina            | 3      | 1    |                                                                                             |
| Polina Jurjewna Scharkowa               | 7      | 21   |                                                                                             |
| Galina Batrasowna Gabissowa             | 1      | 0    |                                                                                             |
| Wladlena Eduardowna Bobrownikowa        | 7      | 21   | Wladlena Eduardowna Bobrownikowa war „Player of the Match“ im Spiel gegen Spanien.          |
| Darja Sergejewna Wassiljewa             | 7      | 17   |                                                                                             |
| Ksenija Wladimirowna Makejewa           | 7      | 12   |                                                                                             |
| Olga Igorewna Fomina                    | 7      | 12   |                                                                                             |
| Karina Ibragimowna Sabirowa             | 7      | 5    |                                                                                             |
| Jekaterina Fjodorowna Iljina            | 7      | 10   |                                                                                             |
| Jelisaweta Wjatscheslawowna Malaschenko | 4      | 1    |                                                                                             |
| Julija Manaharowa                       | 7      | 24   |                                                                                             |
| Antonina Witaljewna Skorobogattschenko  | 6      | 18   | Antonina Witaljewna Skorobogattschenko war „Player of the Match“ im Spiel gegen Frankreich. |
| Walerija Olegowna Maslowa               | 7      | 5    |                                                                                             |
| Kristina Wiktorowna Koschokar           | 7      | 15   |                                                                                             |
| Anastassija Alexandrowna Illarionowa    | 7      | 2    |                                                                                             |
| Wiktorija Wiktorowna Kalinina           | 7      | 1    | Wiktorija Wiktorowna Kalinina war „Player of the Match“ im Spiel gegen die Niederlande.     |

### Schweden
Die Nationalmannschaft von  Schweden, trainiert von Tomas Axnér, hatte folgende Spielerinnen in ihrem Aufgebot:
Quellen: 
| Spielerin               | Spiele | Tore | Anmerkungen                                                     |
| ----------------------- | ------ | ---- | --------------------------------------------------------------- |
| Carin Strömberg         | 6      | 8    |                                                                 |
| Linn Blohm              | 6      | 24   | Linn Blohm war „Player of the Match“ im Spiel gegen Tschechien. |
| Jamina Roberts          | 6      | 12   |                                                                 |
| Melissa Petrén          | 6      | 12   |                                                                 |
| Mathilda Lundström      | 6      | 7    |                                                                 |
| Johanna Forsberg        | 6      | 0    |                                                                 |
| Filippa Idéhn           | 6      | 0    |                                                                 |
| Emma Rask               | 6      | 12   |                                                                 |
| Jessica Ryde            | 6      | 0    |                                                                 |
| Nina Dano               | 6      | 2    |                                                                 |
| Anna Lagerquist         | 6      | 7    |                                                                 |
| Isabelle Gulldén        | 6      | 16   |                                                                 |
| Emma Lindqvist          | 6      | 15   |                                                                 |
| Nathalie Hagman         | 6      | 14   |                                                                 |
| Kristin Thorleifsdóttir | 6      | 19   |                                                                 |
| Elin Hansson            | 6      | 0    |                                                                 |

### Serbien
Die Nationalmannschaft von  Serbien, trainiert von Ljubomir Obradović, hatte folgende Spielerinnen in ihrem Aufgebot:
Quellen: 
| Spielerin             | Spiele | Tore | Anmerkungen                                                                     |
| --------------------- | ------ | ---- | ------------------------------------------------------------------------------- |
| Sanja Radosavljević   | 3      | 10   |                                                                                 |
| Katarina Krpež Šlezak | 3      | 16   | Katarina Krpež Šlezak war „Player of the Match“ im Spiel gegen die Niederlande. |
| Jovana Milojević      | 2      | 1    |                                                                                 |
| Jelena Trifunović     | 3      | 7    |                                                                                 |
| Andrea Lekić          | 1      | 2    |                                                                                 |
| Jelena Lavko          | 3      | 10   |                                                                                 |
| Jelena Agbaba         | 3      | 2    |                                                                                 |
| Željka Nikolić        | 3      | 5    |                                                                                 |
| Anđela Janjušević     | 3      | 4    |                                                                                 |
| Jovana Risović        | 3      | 0    |                                                                                 |
| Slađana Pop-Lazić     | 3      | 8    |                                                                                 |
| Dijana Radojević      | 3      | 0    |                                                                                 |
| Jovana Jovović        | 3      | 1    |                                                                                 |
| Katarina Tomašević    | 3      | 0    |                                                                                 |
| Jovana Stoiljković    | 3      | 7    |                                                                                 |
| Kristina Liščević     | 3      | 6    |                                                                                 |

### Slowenien
Die Nationalmannschaft von  Slowenien, trainiert von Salvador Kranjcic, hatte folgende Spielerinnen in ihrem Aufgebot:
Quellen: 
| Spielerin            | Spiele | Tore | Anmerkungen |
| -------------------- | ------ | ---- | ----------- |
| Branka Zec           | 3      | 0    |             |
| Valentina Klemenčič  | 3      | 3    |             |
| Ana Gros             | 3      | 14   |             |
| Elizabeth Omoregie   | 3      | 7    |             |
| Ema Abina            | 2      | 0    |             |
| Nina Žabjek          | 3      | 0    |             |
| Tjaša Stanko         | 3      | 11   |             |
| Ana Abina            | 1      | 0    |             |
| Maja Vojnović        | 3      | 0    |             |
| Nataša Ljepoja       | 3      | 7    |             |
| Nina Zulić           | 3      | 4    |             |
| Amra Pandžić         | 3      | 0    |             |
| Hana Vučko           | 3      | 0    |             |
| Barbara Lazović      | 3      | 9    |             |
| Maja Svetik          | 3      | 6    |             |
| Živa Čopi            | 3      | 3    |             |
| Tija Gomilar Zickero | 3      | 1    |             |

### Spanien
Die Nationalmannschaft von  Spanien, trainiert von Carlos Viver, hatte folgende Spielerinnen in ihrem Aufgebot:
Quellen: 
| Spielerin                  | Spiele | Tore | Anmerkungen                                                        |
| -------------------------- | ------ | ---- | ------------------------------------------------------------------ |
| Marta López                | 6      | 5    |                                                                    |
| Carmen Martín              | 6      | 32   | Carmen Martín war „Player of the Match“ im Spiel gegen Tschechien. |
| Carmen Campos              | 6      | 9    |                                                                    |
| Silvia Arderíus            | 6      | 3    |                                                                    |
| Silvia Navarro             | 6      | 0    | Silvia Navarro war „Player of the Match“ im Spiel gegen Schweden.  |
| Mercedes Castellanos       | 6      | 0    |                                                                    |
| Jennifer Gutiérrez Bermejo | 6      | 13   |                                                                    |
| Nerea Pena                 | 6      | 22   |                                                                    |
| Lara González Ortega       | 6      | 10   |                                                                    |
| Soledad López Jiménez      | 6      | 5    |                                                                    |
| Kaba Gassama               | 6      | 5    |                                                                    |
| Alicia Fernández Fraga     | 6      | 7    |                                                                    |
| Almudena Rodríguez         | 6      | 8    |                                                                    |
| Ainhoa Hernández           | 6      | 15   |                                                                    |
| Lysa Tchaptchet            | 6      | 3    |                                                                    |
| Mireya González            | 6      | 10   |                                                                    |

### Tschechien
Die Nationalmannschaft von  Tschechien, trainiert von Jan Bašný, hatte folgende Spielerinnen in ihrem Aufgebot:
Quellen:
| Spielerin            | Spiele | Tore | Anmerkungen                                                           |
| -------------------- | ------ | ---- | --------------------------------------------------------------------- |
| Jana Knedlíková      | 3      | 10   |                                                                       |
| Michaela Konečná     | 3      | 2    |                                                                       |
| Petra Maňáková       | 3      | 1    |                                                                       |
| Hana Kvášová         | 3      | 5    |                                                                       |
| Silvie Polášková     | 2      | 3    |                                                                       |
| Kamila Kordovská     | 3      | 5    |                                                                       |
| Veronika Mikulášková | 3      | 0    |                                                                       |
| Markéta Hurychová    | 3      | 5    |                                                                       |
| Jana Šustková        | 3      | 0    |                                                                       |
| Sabrina Novotná      | 3      | 0    |                                                                       |
| Šárka Marčíková      | 3      | 5    |                                                                       |
| Adéla Stříšková      | 1      | 0    |                                                                       |
| Petra Kudláčková     | 3      | 0    | Petra Kudláčková war „Player of the Match“ im Spielen gegen Russland. |
| Dominika Zachová     | 3      | 0    |                                                                       |
| Sára Kovářová        | 3      | 1    |                                                                       |
| Markéta Jeřábková    | 3      | 22   |                                                                       |
| Veronika Malá        | 3      | 10   |                                                                       |

### Ungarn
Die Nationalmannschaft von  Ungarn, trainiert von Gábor Danyi, hatte folgende Spielerinnen in ihrem Aufgebot:
Quellen: 
| Spielerin               | Spiele | Tore | Anmerkungen                                                               |
| ----------------------- | ------ | ---- | ------------------------------------------------------------------------- |
| Szandra Szöllősi-Zácsik | 6      | 27   | Szandra Szöllősi-Zácsik war „Player of the Match“ im Spiel gegen Serbien. |
| Petra Tóvizi            | 6      | 4    |                                                                           |
| Nadine Schatzl          | 6      | 17   | Nadine Schatzl war „Player of the Match“ im Spiel gegen Rumänien.         |
| Anikó Kovacsics         | 6      | 18   |                                                                           |
| Melinda Szikora         | 6      | 0    |                                                                           |
| Blanka Bíró             | 6      | 1    |                                                                           |
| Gréta Márton            | 6      | 4    |                                                                           |
| Rita Lakatos            | 6      | 7    |                                                                           |
| Klára Szekeres          | 6      | 0    |                                                                           |
| Katrin Klujber          | 6      | 30   |                                                                           |
| Gréta Kácsor            | 6      | 2    |                                                                           |
| Noémi Háfra             | 6      | 12   |                                                                           |
| Dorottya Faluvégi       | 6      | 5    |                                                                           |
| Eszter Tóth             | 1      | 1    |                                                                           |
| Viktória Lukács         | 6      | 17   |                                                                           |
| Fanny Helembai          | 6      | 7    |                                                                           |
| Zsuzsanna Tomori        | 6      | 4    |                                                                           |